# Pirinenques

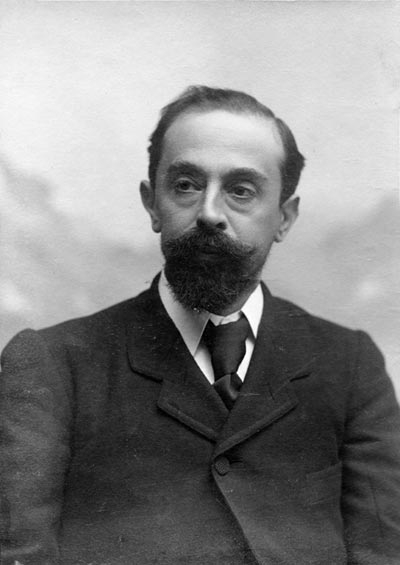
Joan Maragall

Pirinenques són un seguit de poemes d'en Joan Maragall.
Joan Maragall va fer diverses estades al Pirineu. Per un costat, per la devoció que sentia per la natura en general i per la muntanya en particular, i, per una altra part, per fer les recomanacions dels metges, atesa la salut precària del poeta. Maragall vivia molt malament les temperatures altes de la ciutat de Barcelona i les terres planes i baixes de Catalunya i, en canvi, suportava molt millor el fred o la fresca de l'alta muntanya. Maragall feia estades als balnearis de l'època que minoraven els seus dolors i patiments que els doctors mai van poder aclarir exactament en què consistien.
En cadascuna de les visites al Pirineu va anar escrivint diferents poemes que alhora descrivint el paisatge, el pas del temps, l'estat de l'atmosfera (calma o temporal) els seus propis estat d'ànim.
Com a exemple, hi ha el poema Pirinenca, escrit segons el llibre de Glòria Casals a l'estiu del 1902, en una de les seves estades al balneari.
En principi es tracta d'un poema amorós (... els meus amors m'esperen…), ple de confiança. Sembla que els amors als quals es refereix són la seva esposa Clara Noble i els seus fills i filles que mentre ell és al Pirineu, romanen de vacances en una platja.
També hi és present la solitud, però una solitud que no és extrema, car hi ha el pensament reconfortant amb la seva família i la plena confiança amb els seus éssers estimats.
El poema té un gran ritme i diverses repeticions (xica-xica; negra-negra; volen-volen, etc., sempre en els versos senars), és un poema simple, quasi infantil, del que s'ha anomenat sovint poesia popular o art menor. No és per casualitat, ans al contrari, el poeta utilitza aquesta forma també en sintonia amb la seva seguretat i estat d'ànim. Així, la rima es tanca sobre si mateixa, hi ha una alternança perfecta de masculins i femenins. La perfecció formal del poema, absolutament clàssica respon a aquesta tranquil·litat i confiança, és una opció estètica totalment volguda.
Maragall és també un poeta topogràfic (en el sentit de què els seus poemes deixen petjades que permeten saber l'indret geogràfic que ha inspirat al poeta o almenys on es trobava Maragall quan el va escriure. Aquest tema, els seus itineraris geogràfics i poètics correlacionats no ha estat gaire estudiat. Fins i tot es pot fer una tesi doctoral sobre aquest aspecte de la seva obra.